# Луисана Лопилато
Луисана Лорелей Лопилато е аржентинска актриса, модел и певица, бивш член на групата Erreway.

## Биография
Луисана Лопилато е родена на 18 май 1987 г. в Буенос Айрес. Започва кариерата си като дете модел през 1994 г. През 1997 г. започва актьорската си кариера в успешния телевизионен сериал Chiquititas. През 2002 г. тя участва в тийнейджърския сериал Rebelde Way, играейки Mia Colucci, а също така е част от групата Erreway. През 2005 г. се присъединява към главния актьорски състав на телевизионния комедиен сериал „Женени с деца“. През 2011 г. се омъжва за канадския певец Майкъл Бубле.